# Henri Rouart
Stanislas-Henri Rouart, más conocido simplemente como Henri Rouart (París, 1833-París, 2 de enero de 1912) fue un ingeniero, industrial, inventor, pintor y coleccionista de arte francés.
Era amigo de Edgar Degas, de quien había sido compañero de estudios en el Liceo Louis-le-Grand de París y junto al que participó en la guerra franco-prusiana de 1870, en la que fue capitán de artillería. Entró en contacto con los pintores del grupo impresionista y participó en siete de las ocho exposiciones impresionistas organizadas por el grupo. Previamente, entre 1868 y 1872, había expuesto en el Salón de París, la exposición oficial anual de la Academia de Bellas Artes. Fue esencialmente un paisajista, influido por la manera de los pintores de la Escuela de Barbizon, en particular Jean-François Millet y Camille Corot, de quienes recibió enseñanza. Produjo sobre todo acuarelas.
Ingeniero de profesión, trabajó los campos de la mecánica, la refrigeración y la metalurgia. Produjo varios inventos, como un sistema de transmisión neumática de envíos postales, un método de fabricación de hielo artificial o un motor con aletas exteriores que permitían la refrigeración.
Además de como pintor, Rouart también fue importante para el impresionismo en su calidad de coleccionista, pues sus compras de cuadros ayudaban económicamente a sus compañeros. A su muerte, se subastó su colección particular, en la que se encontraban, además de obras impresionistas, telas de El Greco, Goya, Poussin o Brueghel. 
Rouart vivió entre París y la localidad de La Queue-en-Brie, de la que fue elegido alcalde el 22 de febrero de 1881. Durante su mandato puso en marcha una sociedad de socorros mutuos para la prestación de atención médica a quienes no pudiesen costeársela.
Su hijo Ernest Rouart se casó en 1900 con Julie Manet, hija de la pintora impresionista Berthe Morisot y de Eugène Manet, hermano del pintor Édouard Manet.